# Nimona (fumetto)
Nimona è un webcomic di fantascienza del fumettista statunitense ND Stevenson. La storia segue il personaggio omonimo, una mutaforma che si unisce al cattivo Ballister Blackheart nei suoi piani per distruggere l'eccessivo controllo dell'Istituto. L'intento di Blackheart di operare secondo il suo codice etico lo contrasta con quello impulsivo di Nimona.
Stevenson ha iniziato a lavorare su Nimona mentre frequentava il Maryland Institute College of Art, rivisitando un personaggio che aveva creato al liceo. Stevenson ha pubblicato Nimona come webcomic dal 2012 al 2014, inizialmente attraverso Tumblr, sviluppando la storia e lo stile artistico col passare del tempo. Il lavoro finito alla fine è diventato la materia della sua tesi di laurea. Dopo che un agente ha contattato Stevenson, HarperCollins ha pubblicato Nimona in formato cartaceo nel 2015. È stato tradotto in almeno altre sedici lingue e adattato in un audiolibro. In Italia è stato pubblicato da BAO Publishing nel 2016.
I riconoscimenti che ha ricevuto l'opera (Nimona) includono un Eisner Award, un Cybils Award e un Cartoonist Studio Prize. Recensioni e analisi accademiche hanno evidenziato temi di queerness e fluidità dell'identità e come si oppongono e sovvertono le tradizionali istituzioni di controllo e i sistemi di esclusione.

## Adattamento cinematografico
Un film d'animazione omonimo è stato annunciato per la prima volta nel 2015 dalla 20th Century Animation . La produzione del film presso i Blue Sky Studios è stata inizialmente annullata dopo la chiusura dello studio da parte di The Walt Disney Company, prima che fosse ripresa da Annapurna Pictures, la quale ha scelto DNEG Animation come partner di animazione. Il film è uscito su Netflix il 30 giugno 2023 e ha ottenuto un grande successo di critica.